# Bürli
Un Bürli (connu en français sous le nom de ballon), également connu sous les termes de Pürli, Mutsch, Mutschli ou Mütschli, est un petit pain de forme ronde à base de farine semi-blanche ou blanche.
Connu dans plusieurs parties de Suisse orientale et centrale, il est typique de la région saint-galloise.

## Aliment

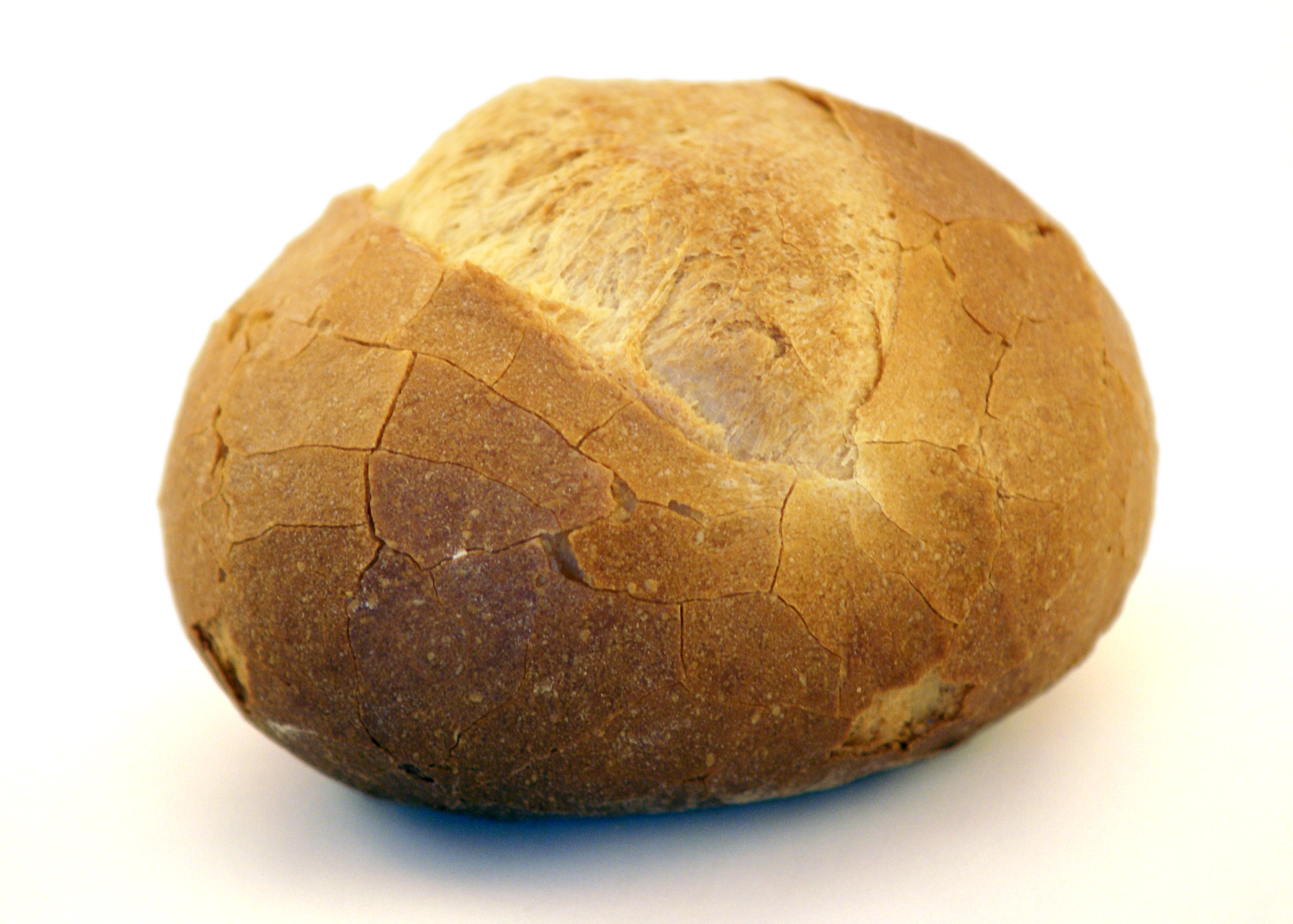
Ballon de pain/Bürli.

Le Bürli est un pain de petite taille (entre 80 et 180 grammes) et de forme ronde. Il est fabriqué avec de la farine blanche ou semi-blanche. Il peut être doublé ou quadruplé (avec une formation en carré).

## Diffusion géographique
Le Bürli est un pain connu en Suisse centrale (à l'est de la rivière Reuss) et surtout orientale. Il est typique de la région saint galloise.
Le nom employé pour désigner ce pain varie grandement en fonction de la région concernée.

## Histoire
L'histoire de ce type de pain est délicate à établir, notamment en raison de la diversité de ses appellations. La première mention du terme se trouve dans un dictionnaire du XVIIIe siècle. Le pain y est associé à la région appenzelloise. Toutefois, l'existence d'un pain rond est connue à Saint-Gall dès le XVIe siècle. Typique de cette région où le pain joue un rôle important dans la tradition entourant le moine Gallus, le Bürli est un élément emblématique de la culture de ce canton.
Le Bürli a longtemps été considéré comme un pain noble, servi dans les grandes occasions ou chez les familles riches,.